# Castillo de Cera
El Castillo de Cera, (en portugués:Castelo de Cera), era un antiguo castillo, arruinado en el siglo XII, que estaba situado en la freguesia de Alviobeira, municipio de Tomar, Distrito de Santarém, Portugal. Estuvo ocupado por los templarios por lo que a veces se le confunde con el de Tomar.

## Historia

### Antecedentes
La primitiva ocupación humana de la región de Tomar se remonta a más de 30.000 años de acuerdo al registro arqueológico. En tiempos históricos destacaron las poblaciones de Nabancia, fundada por los Túrdulos, y de Sellium, fundada por los romanos en la época del emperador romano Augusto en el siglo I. La región fue posteriormente ocupada por visigodos y musulmanes sucesivamente.

### El castillo medieval
En 1127, dos caballeros de la Orden del Temple visitaron la península ibérica con el fin de reclutar miembros y recaudar fondos para su orden. La regente del entonces Condado de Portugal, Teresa de León, les hizo donación de la localidad de Fonte Arcada a la que añadiría en 1128 el Castillo de Soure a cambio de la ayuda de los templarios en la Reconquista. 
En 1144, una incursión musulmana conquistó y destruyó el Castillo de Soure. Los templarios que consiguieron escapar se unieron a Alfonso I de Portugal en 1147 para conquistar Santarém. Como recompensa por su auxilio en esta campaña, recibieron del rey los rendimientos eclesiásticos de la tierra conquistada. No obstante, una vez conquistada Lisboa, el primer obispo de la sede restaurada denunció la validez de esa donación. En 1159 el propio rey tuvo que intervenir en la disputa, devolviendo a la diócesis los rendimientos eclesiásticos y dando a cambio a la Orden del Temple el Castillo de Cera junto con su término cerca de la localidad de Alviobeira.
La necesaria fortificación de la región para completar la línea de defensa de Coímbra, entonces capital del reciente Reino de Portugal hizo que el Maestre de la Orden abandonase el Castillo de Cera apenas un año después, para construir un castillo en un lugar más estratégico, el Castillo de Tomar.